# Теннант, Элинор
Элинор Теннант (англ. Eleanor Tennant, известная также как Тич Теннант, англ. Teach Tennant; 1895, Сан-Франциско — 11 мая 1974, Ла-Холья, Калифорния) — американская теннисистка и теннисный тренер. Как теннисистка-любительница — чемпионка Лос-Анджелеса, вице-чемпионка США 1920 года в женском парном разряде, 3-я ракетка США в 1920 году. Одна из первых профессиональных теннисисток в США, много лет давала уроки тенниса в престижной гостинице The Beverly Hills Hotel. Работала как со знаменитыми киноактёрами своего времени, так и с будущими лидерами мирового женского (Элис Марбл, Полин Бетц, Морин Коннолли) и мужского (Бобби Риггс) тенниса, которым помогала достичь первых успехов.

## Биография
Родилась в 1895 году в Сан-Франциско в семье иммигранта из Англии Джона Генри Теннанта и американки Элизы Косгроув. Элинор была седьмым ребёнком в семье. В детстве играла в хэндбол; согласно биографу Теннант Нэнси Спейн, увидев однажды у гостьи родителей ракетку для лаун-тенниса, девочка стащила её и спрятала, чтобы потом найти кого-то, у кого можно будет поучиться ею пользоваться. Такой случай представился ей, когда она увидела игру Голды Мейер-Гросс, тогдашней чемпионки Тихоокеанского побережья.
Осваивала игру на публичных кортах в парке Голден-Гейт, где присоединилась к лаун-теннисному клубу для девочек, самостоятельно оплачивая членские взносы. Элинор быстро оказалась в группе сильнейших игроков клуба, но среди них в течение года никак себя не проявляла. Во взрослых турнирах она начала выступать лишь с 1915 года, когда выиграла чемпионат Лос-Анджелеса.
К 15 годам бросила школу и нашла работу секретаршей, затем агентом по распространению газетных подписок, а в 1917 году — разъездным агентом Standard Oil (став единственной женщиной, выполнявшей такую работу). Во время отпуска в Лос-Анджелесе Теннант познакомилась с экс-чемпионом США по теннису Морисом Маклафлином, который пригласил её стать его партнёром в парных встречах. Это позволило ей завести знакомства среди высшего общества Лос-Анджелеса и получить приглашение занять должность постоянного тренера по теннису в гостинице The Beverly Hills Hotel. Со временем эта работа стала её профессией. Среди прочих клиентов Теннант были звёзды кинематографа и эстрады Граучо Маркс, Кларк Гейбл, Клодетт Кольбер, Мэрион Дэвис, Клифтон Уэбб, Джин Харлоу, Бинг Кросби, Чарльз Чаплин, Джоан Кроуфорд, Марлен Дитрих и Кэрол Ломбард, благодаря которой за Теннант закрепилось прозвище Тич (англ. Teach — «училка»).
Тот факт, что Теннант зарабатывала на жизнь преподаванием тенниса, превращал её в игрока-профессионала, не имеющего права на выступления против любителей. Согласно газете Los Angeles Times, она стала первой женщиной-профессионалом в американском теннисе. Однако ей не хватало участия в соревнованиях, и она обратилась за помощью к Джорджу Уайтмену, мужу Хейзел Хочкисс-Уайтмен и главному спонсору международных женских матчей, названных в их честь. Теннант объясняла, что не может бросить работу тренером, так как должна содержать больную мать. Уайтмен согласился с её доводами и использовал своё влияние, чтобы восстановить её статус как теннисистки-любительницы. В результате она возобновила выступления в любительских турнирах, в 1920 году предприняв поездку на восток США, где впервые сыграла на травяных кортах. В первом же турнире на траве привлекла к себе внимание, победив Эдит Сигурни, вице-чемпионку США на крытых кортах, которой отдала за матч только пять геймов. Дошла до финала в ряде турниров, в том числе победив в Питтсбурге и Провиденсе, а в других случаях проигрывая ведущим теннисисткам США — Марион Зиндерстайн, Элинор Госс и Молле Маллори. Именно Маллори остановила гостью из Калифорнии в четвертьфинале чемпионата США, а в женских парах Теннант дошла до финала с Хелен Бейкер, уступив там Джессап и Госс. По итогам сезона 1920 года она заняла третью строчку в ежегодном рейтинге Ассоциации лаун-тенниса Соединённых Штатов после Маллори и Джессап.
Работу Теннант в Beverly Hills Hotel на некоторое время прервал конфликт с его новой владелицей, хотя частным образом она продолжала работать с некоторыми из своих бывших клиентов. Она также служила ночным клерком в менее престижной гостинице, а позже переехала в пригород Сан-Диего Ла-Холью, где начала заниматься обучением юных теннисистов, организуя групповые уроки, которые сама называла «теннисными мастер-классами» (англ. tennis clinics). В 1924 году ей была предложена постоянная работа учительницы тенниса в местной школе, что заставило её вторично отказаться от статуса любителя. Несколько её воспитанниц стали ведущими теннисистками США — с начала 1930-х до начала 1950-х ученицы Теннант возглавляли национальный рейтинг больше половины времени. По совету Тич её воспитанники развивали подачу на бейсбольном поле, так как она обратила внимание на значительное сходство в моторике подачи между теннисом и этим видом спорта. Благодаря ей в женском теннисе США развился атакующий стиль с выходами к сетке. Она привила такую игру по всему корту Элис Марбл, до которой в американском теннисе господствовала игра с задней линии, культивировавшаяся Хелен Уиллз. После Марбл её ученицей стала Полин Бетц. Работая с нею, Теннант сумела исправить недостатки её игры открытой ракеткой, скорректировав технику замаха. Поскольку подача ученицы также не была особо сильной, тренер сконцентрировалась на её точности, достигнув значительного успеха. Ещё одной выдающейся воспитанницей Теннант стала уже в послевоенные годы Морин Коннолли, у которой та сумела развить бойцовские качества, граничащие с ненавистью к сопернице по корту. Коннолли стала одной из самых юных чемпионок Уимблдонского турнира в истории и завершила карьеру непобеждённой в 1955 году. После Коннолли ученицей Теннант была Карен Хантзе, также входившая в число ведущих теннисисток США своего времени. Тич работала не только с девушками: одним из её учеников был Бобби Риггс, будущий победитель турниров Большого шлема. Риггс, однако, сумел сохранить собственный стиль, не став атакующим игроком и предпочитая играть с задней линии; позже Теннант признала, что именно в этом аспекте он был особенно хорош.
Вышла замуж в 26 лет за биржевого брокера Лаймана Поттера, однако развелась после трёх лет в браке, в котором оба супруга заводили романы на стороне. Скончалась у себя дома в Ла-Холье (Калифорния) в мае 1974 года в возрасте 79 лет.

## Финалы турниров Большого шлема за карьеру

### Женский парный разряд (0-1)
| Результат | Год  | Турнир        | Покрытие | Партнёрша    | Соперницы в финале             | Счёт в финале |
| --------- | ---- | ------------- | -------- | ------------ | ------------------------------ | ------------- |
| Поражение | 1920 | Чемпионат США | Трава    | Хелен Бейкер | Элинор Госс Марион Зиндерстайн | 3-6 1-6       |